# 荔湾路
荔湾路位于中国广州市荔湾区，是一条呈南北走向的主干道。
其南起华贵路，北至东风西路，全长1070米，宽40米，双向8车道。1950年扩建成马路，因在荔溪首约之东，故名荔湾东约马路，华贵路至中山七路的一小段原名三圣一巷。1966年改称荔湾北路，1981年改现名。目前每年均在中山路至西华路一段举办迎春花市。2013年，因广州地铁8号线彩虹桥站建设需要，荔湾路（西华路至东风西路段）封闭，直到2023年5月14日恢复通车。

## 与之交会道路
- 顺序由南往北排列，粗体字为主干道
- 华贵路、龙津西中路、龙津西路
- 中山七路、中山八路
- 陈家祠道
- 周门路
- 西华路
- 东风西路、西苑路

## 公共交通
- 广州地铁8号线彩虹橋站
- 广州地铁11号线彩虹橋站

均在鄰近荔灣路位置設有出口。